# Leonard Doroftei
Leonard Dorin Doroftei (Ploiești, 10 aprile 1970) è un ex pugile rumeno.

## Palmarès

### Olimpiadi
- 2 medaglie:
  - 2 bronzi (Barcellona 1992 nei -63,5 kg; Atlanta 1996 nei -60 kg)

### Mondiali dilettanti
- 1 medaglia:
  - 1 oro (Berlino 1995 nei -60 kg)

### Europei dilettanti
- 2 medaglie:
  - 1 oro (Vejle 1996 nei -60 kg)
  - 1 bronzo (Bursa 1993 nei -63,5 kg)